# EN Baskets Schwelm
Die EN Baskets Schwelm sind eine Basketballmannschaft aus Schwelm.
Größter Erfolg der Vereinsgeschichte ist der Aufstieg in die Basketball-Bundesliga im Jahre 2004, damals noch als Schwelmer Baskets. Nachdem die Baskets in ihrer ersten und einzigen Saison in der höchsten Spielklasse im deutschen Basketball als Union Baskets Schwelm lediglich den letzten Platz erreicht hatten, begann zur Saison 2005/06 ein vollständiger Neuanfang in der Regionalliga. Im Zuge dieses Neuanfangs wurde der Verein als BC Schwelmer Baskets 2006 e. V. neu gegründet. Nachdem die ursprüngliche Bezeichnung als Schwelmer Baskets zunächst weitergenutzt wurde, spielt die Mannschaft seit der Saison 2014/15 unter dem heutigen Namen: EN Baskets Schwelm. Seit Beginn der Saison 2017/18 treten die Schwelmer in der drittklassigen 2. Basketball-Bundesliga ProB an.
Betreibergesellschaft der Mannschaft ist die EN Baskets Schwelm GmbH. Neben der Herrenmannschaft werden – zusammen mit dem BC Schwelmer Baskets 2006 e. V. – weibliche und männliche Jugendmannschaften verschiedener Altersklassen als Spielgemeinschaft unter dem Namen RE Baskets Schwelm betrieben.

## Geschichte

### 1977 bis 1999 – Ursprung des Basketballs in Schwelm
Seit ihrer Gründung im Sommer des Jahres 1977 ist die Basketball-Abteilung der Turngemeinde „Zur roten Erde“ von 1848 Schwelm e. V. (kurz: TG RE Schwelm) seit über 30 Jahren die tragende Säule des Basketballsports in Schwelm. Nach der Saison 1989/90 hatten die Basketballer erstmals die Möglichkeit, als Vizemeister der 1. Regionalliga in die 2. Bundesliga Nord aufzusteigen. Damals mussten die Verantwortlichen schnell erkennen, dass dieser Sprung eine intensive Vorbereitung in wirtschaftlicher und organisatorischer Hinsicht benötigt hätte. Letztlich kam der sportliche Erfolg schneller als die Entwicklung des notwendigen Umfeldes. Man verzichtete auf den Aufstieg und baute in der 2. Regionalliga eine neue Mannschaft auf.

### 1999 bis 2005 – Eigenständigkeit und BBL

Altes Logo als
Schwelmer Baskets

Die Lehren dieses Rückschlages wurden jedoch gezogen und schon Mitte der 90er Jahre wurden Überlegungen angestellt, wie man im Falle einer erneuten sportlichen Qualifikation den Sprung in die 2. Bundesliga umsetzen wollte. Aufgrund der Komplexität eines Großvereins mit verschiedenen Ballsportabteilungen und rund 2000 Mitgliedern gab es immer wieder Fragestellungen – beispielsweise in wirtschaftlicher und steuerrechtlicher Hinsicht. Im Jahre 1999 gründeten deshalb Mitglieder der Basketballabteilung der TG RE Schwelm zum ersten Mal einen eigenständigen Verein, den BC Schwelmer Baskets e. V. und bildeten mit der TG Rote Erde Schwelm zusammen eine Spielgemeinschaft. Bereits in dieser Saison gelang der Aufstieg in die 2. Bundesliga und fortan spielte die 1. Herrenmannschaft als Schwelmer Baskets in der 2. Bundesliga Nord, während der restliche Amateurbereich unter TG RE Schwelm firmierte.
In der Saison 2002/03 wurde Schwelm hinter dem TSV Quakenbrück Zweiter der 2. Bundesliga Nord. Die Schwelmer wurden im Spieljahr 2003/04 unter Trainer Torsten Daume dann mit 28 Siegen und zwei Niederlagen Meister der 2. Bundesliga Nord und stiegen in die Basketball-Bundesliga auf. Bester Korbschütze der Meistermannschaft war der US-Amerikaner Antwine Williams (21,4 Punkte/Spiel), vor Bruno Roschnafsky (14,2 Punkte/Spiel). Mittlerweile war eine GmbH gegründet worden, die die Lizenz in den Händen hielt, der Mannschaftsname wurde nach dem Bundesligaaufstieg in Anlehnung an den Hauptgeldgeber, das Unternehmen Poschmann Union, in Union Baskets Schwelm geändert. Schwelm musste die Saison 2004/05 als Aufsteiger in der höchsten deutschen Basketballliga ohne Antwine Williams angehen. Der beste Korbschütze der Aufstiegsmannschaft war im Sommer 2004 nach Italien gewechselt. Mit Ryan Bond und Kyle Bankhead wurden zwei neue US-Amerikaner für die Bundesliga verpflichtet, ein weiterer Neuzugang war der Litauer Vilius Gabšys. Als Schwierigkeit erwies sich als Bundesliga-Aufsteiger, dass die Trainingseinheiten in wechselnden Hallen im Ennepe-Ruhr-Kreis durchgeführt werden mussten, die nicht den Ansprüchen einer Profimannschaft entsprachen. Im Laufe der Spielzeit wurden mehrere Personalwechsel vorgenommen, um dem Tabellenende zu entkommen, in das die Mannschaft bereits in der Saisonanfangsphase gerutscht war: Bankhead ging, dafür kam sein Landsmann Shannon Coorks, der wiederum Kendrick Johnson weichen musste. Auch Lamont Evans, Mantas Ignatavičius und Marko Piplovic wurden im laufenden Saisonbetrieb verpflichtet. Johnson stellte mit 40 Punkten in einem Spiel die Bundesliga-Saisonbestmarke auf. Zu den weiteren Höhepunkten des Bundesliga-Jahres aus Schwelmer Sicht zählte der Heimsieg gegen Tabellenführer Köln. Die Schwelmer kamen in der Bundesliga-Spielzeit 2004/05 auf insgesamt vier Siege und 26 Niederlagen, damit lag die Mannschaft in der Schlusstabelle auf dem letzten Platz und stieg ab.

### 2005 bis 2010 – Neugründung und Aufstieg in die ProB
Nach dem Bundesliga-Abstieg 2005 zog sich mit dem Unternehmen Poschmann Union der Namens- und Hauptgeldgeber ebenso zurück wie Trainer Daume und die weitere Mannschaftsführung. Schwelm stand vor einem Neuanfang. Auf die Teilnahme an der 2. Bundesliga wurde verzichtet, die Mannschaft spielte in der Saison 2005/06 in der Regionalliga. Die sportliche Leitung übernahmen Till Piontek, Klaus Strubel und Lars Mittelmann, Spielertrainer wurde Gvidonas Markevičius. Mit Achim Beiersmann und Sebastian Strubel konnten zwei weitere Spieler aus dem Bundesliga-Aufgebot der Vorsaison gehalten werden, Marcus Kück und Farid Sadek kehrten nach Schwelm zurück, mit den US-Amerikanern Eric Avery und Colin Oriard sowie dem Litauer Valentinas Jurksaitis wurde zudem Verstärkung aus dem Ausland verpflichtet. Nachdem man sich in der ersten Saison konsolidieren wollte, wurden schnellstmöglich die alten Strukturen wieder aufgebaut und damit erneut eine Spielgemeinschaft mit der Basketballabteilung der TG RE Schwelm etabliert, um die sportliche Verbindung im Amateursport zu unterstreichen. Zur Vorsicht wurde jedoch der Verein vor Beginn der Spielgemeinschaft als BC Schwelmer Baskets 2006 e. V. neu gegründet. Die Spielgemeinschaft ging zunächst als SG Schwelmer Baskets im Bereich des Westdeutschen Basketballverbandes mit mehreren Herren- und Jugendmannschaften sowie einem Damenteam an den Start.
Nach zwei Jahren unter der sportlichen Leitung von Gvidonas Markevičius kam zur Saison 2007/08 mit Raphael „Raffi“ Wilder ein neuer Trainer an die Schwelme. Wilder setzte in seinem ersten Schwelmer Jahr auf die beiden US-Amerikaner Keith Harris und Matt Reid, mit Raphael de Vol, Achim Beiersmann, Julius Dücker, Kristofer Speier und dem Kanadier Whitney Harris verfügte er über weitere starke Kräfte. Schwelm schloss die Saison 2007/08 in der 1. Regionalliga West auf dem dritten Platz ab, der ein Lizenzierungsverfahren in der 2. Bundesliga ermöglichte, und heimste zudem den WBV-Pokal ein, der damit nach 1986 zum zweiten Mal an die Schwelme geholt wurde.
Die Schwelmer erhielten die Teilnahmeberechtigung für die 2. Bundesliga ProB zunächst unter Auflagen. Wegen eines Formfehlers im Antrag, der nicht rechtzeitig behoben wurde, sprach die 2. Bundesliga den Schwelmern die Lizenz wieder ab. Gleichzeitig verdeutlichte der Westdeutsche Basketball-Verband (WBV), die Mannschaft in der Saison 2008/09 nicht in der 1. Regionalliga antreten zu lassen. Die Schwelmer betrauten einen Anwalt für Sportrecht mit der Sache. Der WBV betonte, mit Ablauf der Meldefristen zum 31. Mai 2008 seien die Schwelmer mit ihrer 1. Herrenmannschaft aus dem WBV-Bereich ausgeschieden. Der Rechtsausschuss des WBV erteilte Schwelm das Teilnahmerecht an der 1. Regionalliga West. Zeitweilig stand aber eine Saisonabsage im Raum, da andere Vereine mit einem Boykott drohten, ehe sich der WBV und die Vereine im August 2008 auf einen geänderten Spielplan der Regionalliga-Saison 2008/09 einigte, der durch die Hinzunahme der Schwelmer Mannschaft notwendig geworden war.
In der Saison 2008/09 bestimmte Schwelm dann lange Zeit die 1. Regionalliga West und sah lange Zeit schon wie der sichere Sieger aus, dann aber trat das aus der Vorsaison schon bekannte Phänomen des „Schwächelns auf der Ziellinie“ ein und die Kreisstädter ließen sich noch vom Rivalen aus Leverkusen abfangen. Punktgleich mit den Bayer Giants Leverkusen belegte man den zweiten Platz und wurde Vizemeister. Bemerkenswert war die erfolgreiche Titelverteidigung im WBV-Pokal gegen die BG Dorsten.
In der Saison 2009/10 führte Trainer Wilder die Mannschaft mit 50:6 Punkten zum Titelgewinn in der 1. Regionalliga West und zum Aufstieg in die neue, umgestaltete 2. Bundesliga ProB. Nach dem Erreichen der Regionalliga-Meisterschaft löste sich die Spielgemeinschaft angesichts des anstehenden Aufstiegs im Frühjahr 2010 zunächst kurzzeitig auf und zerfiel in ihre beiden Trägervereine, damit der BC Schwelmer Baskets 2006 e. V. das Lizenzierungsverfahren für die 2. Bundesliga ProB Nord durchlaufen konnte. Gleichzeitig gründeten die Verantwortlichen ein privates Unternehmen, die EN Baskets Schwelm GmbH, und übertrugen diesem die erworbene Lizenz und Durchführung des Spielbetriebes in der Bundesliga.
Damit war der BC Schwelmer Baskets 2006 e. V. im Sommer 2010 wieder in der Lage, mit der TG Rote Erde Schwelm in die Spielgemeinschaft für den Amateurbereich einzutreten. In diese wurden sämtliche Mannschaften außerhalb der Bundesliga eingebunden, somit mehrere Herren-, Damen- und Jugendmannschaften. Sie Spielgemeinschaft wurde mit dem Namen Spielgemeinschaft BC Schwelmer Baskets 2006 e. V. / Turngemeinde „Zur roten Erde“ von 1848 Schwelm e. V. versehen, als abgekürzte Form wurde RE Baskets Schwelm gewählt.

### Seit 2010: Gegenwärtige sportliche Entwicklungen
In der 2. Bundesliga ProB spielte die Mannschaft fünf Jahre lang. In der Saison 2012/13 erlangten die Baskets zwischenzeitlich als unterlegener Finalist der Play-offs sogar das Aufstiegsrecht, konnten dieses mangels Beantragung einer Lizenz für die ProA aufgrund unzureichender Infrastruktur jedoch nicht wahrnehmen. Im Jahre 2016 endete die Drittligazeit durch den Abstieg in die Regionalliga, die Baskets erlangten aber durch den Gewinn des Meistertitels in der ersten Regionalliga West bereits in der Saison 2016/17 wieder das Aufstiegsrecht in die ProB. Meistermacher war Trainer Falk Möller. Als Aufsteiger wurde im Spieljahr 2017/18 der Einzug in die Meisterrunde geschafft, in der man im Achtelfinal an den Rostock Seawolves (0:2-Siege) scheiterte.
Die wegen der Ausbreitung des Coronavirus SARS-CoV-2 Mitte März 2020 vorzeitig beendete Saison 2019/20 wurde als Tabellenzweiter der ProB-Nordstaffel abgeschlossen. Zu den Leistungsträgern der Schwelmer Mannschaft in dieser Saison gehörten der US-Amerikaner Montrael Scott (17,5 Punkte, 7,1 Korbvorlagen, 6,1 Rebounds, 2,3 Ballgewinne/Spiel), der Däne David Knudsen (14 Punkte/Spiel), der US-Amerikaner Anell Alexis (13 Punkte/Spiel), Nikita Khartchenkov (11,3 Punkte/Spiel) sowie der Bulgare Milen Zahariev (9,9 Punkte/Spiel).
Im November 2021 kündigte Omar Rahim, Geschäftsführer der Betreibergesellschaft EN Baskets Schwelm GmbH, nach achtjähriger Amtszeit sein Ausscheiden am Ende der Saison 2021/22 an. Rahims Nachfolger wurde ab April 2022 Stephan Völkel.

## Trainer und Funktionäre

### Trainer und Funktionäre 2021/22
| Name              | Amt                     | Nationalität                   |
| ----------------- | ----------------------- | ------------------------------ |
| Falk Möller       | Cheftrainer             | Deutschland                    |
| Kristofer Speier  | Co-Trainer              | Vereinigte Staaten Deutschland |
| Stephan Völkel    | Geschäftsführer         | Deutschland                    |
| Michael Kersthold | Stllv. Geschäftsführer  | Deutschland                    |
| Janiene Schäper   | Vermarktung/Werbung     | Deutschland                    |
| Sophie Windhövel  | Leitung Physioabteilung | Deutschland                    |

### Trainerchronik
| Amtszeit        | Name                       |
| --------------- | -------------------------- |
| 2000–2005       | Torsten Daume              |
| 2005–2007       | Gvidonas Markevičius       |
| 2007–2014       | Raphael Wilder             |
| 05/2014–01/2015 | Thorsten Morzuch           |
| 01/2015–05/2015 | Omar Rahim                 |
| 05/2015–02/2016 | Miodrag „Pure“ Radomirovic |
| 02/2016–05/2016 | Kristofer Speier           |
| seit 05/2016    | Falk Möller                |

## Bekannte ehemalige Spieler
- Achim Beiersmann (Karriere beendet)
- Ryan Bond (Karriere beendet)
- Vilius Gabšys (Karriere beendet)
- Julian Jasinski (BC Zielona Góra)
- Marcus Kück (Karriere beendet)
- Jürgen Malbeck (Karriere beendet)
- Mantas Ignatavičius (Karriere beendet)
- Gvidonas Markevičius (Karriere beendet)
- Virgil Matthews (Karriere beendet)
- Ihor Pintschuk (Karriere beendet)
- Bruno Roschnafsky (Karriere beendet)
- Benjamin Rust (Karriere beendet)
- Farid Sadek (TG81 Düsseldorf)
- Kristofer Speier (Karriere beendet)
- Jan Sprünken (Karriere beendet)
- Antwine Williams (Karriere beendet)

## Spielorte
Zunächst spielten die EN Baskets Schwelm jahrelang in der Sporthalle West, die bei Heimspielen nur 683 Zuschauern Platz bot. Diese geringen Zuschauerkapazitäten führten dazu, dass die Baskets nach ihrem Aufstieg in die Basketball-Bundesliga im Jahre 2004 in der Saison 2004/2005 gezwungen waren, ihre Heimspiele in der Uni-Halle Wuppertal auszutragen, um die Auflagen der BBL hinsichtlich der geforderten Zuschauerplätze (mind. 3000 Plätze) zu erfüllen. Mit dem Abstieg 2005 zogen die Baskets jedoch wieder zurück in die Sporthalle.
Seit Anfang 2016 spielen die Baskets in der Schwelm ArENa (alternative Bezeichnung: Baskets Dome). Hierbei handelt es sich um eine neu gebaute Dreifeldhalle an der Milsper Straße 35, 58332 Schwelm, die am 20. Februar 2016 nach 15-monatiger Bauzeit offiziell eingeweiht wurde. Zuvor war bereits am 9. Februar 2016 ein erstes Spiel gegen Phoenix Hagen in der Halle ausgetragen worden. Die Schwelm ArENa hat eine Kapazität von bis zu 1.500 Plätzen. Zudem bietet die Sportanlage auf insgesamt rund 2.000 m² in der Haupthalle und rund 270 m² im Mehrzweckraum Möglichkeiten, neben dem Spitzensport auch Breitensport auszuüben.
Neben den Basketballern tragen auch Volleyballer und Handballer Meisterschaftsspiele in der Halle aus und trainieren dort. Ergänzend nutzen die Vereine den Mehrzweckraum zum Beispiel für Zumba, Yoga, Koordinationstraining und Reha-Sport. Auch andere Großveranstaltungen abseits des Sports, wie die 4. Schwelmer Frühjahrsmesse und die Landeskonferenz der Wirtschaftsjunioren NRW Hagen/Ennepe-Ruhr, fanden bereits in der Halle statt.